# Кичигина, Лидия Яковлевна
Лидия Яковлевна Кичигина (род. 1940) — советский, российский педагог. Народный учитель СССР (1987).

## Биография
Лидия Кичигина родилась 16 июня 1940 года в Омске.
В 1966 году окончила Омский педагогический институт. 
Начала свою профессиональную деятельность с отрядной вожатой в школе № 23 Омска, затем была старшей пионервожатой в школе № 50 (1958—1960 годы). 
С 1961 года работает в школе № 55 учителем географии. 
Идея создания музея космонавтики появилась у Лидии Яковлевны после поездки в Калугу в музей К. Э. Циолковского.
В начале 1970-х годов вместе с мужем, учителем физики В. И. Кичигиным, и учащимися школы занялась созданием музея космонавтики, ныне известного далеко за пределами Омска. Музей космической славы им. К. Э. Циолковского, имеющий в настоящее время статус образцового, был открыт 12 апреля 1973 года. Его бессменным руководителем является Лидия Яковлевна Кичигина. За свою историю музей неоднократно награждался медалями и памятными знаками, был победителем различных смотров и конкурсов.
Разработала программу по природоведению с аэрокосмическим уклоном, по которой сегодня работают многие педагоги области, является участником регионального отделения ассоциации учителей географии по теме «Географическая картина мира». Совместно с творческим коллективом преподавателей омских вузов, Института развития образования Омской области, Омского отделения Русского географического общества, учителей географии омских школ внесла значительный вклад в создание учебника для общеобразовательных учреждений «География Омской области», который впоследствии вошел в 100 лучших изданий России «Лучшее – детям».

## Награды и звания
- Заслуженный учитель школы РСФСР
- Народный учитель СССР (1987)
- Значок «Отличник народного просвещения РСФСР»
- Медали К. Э. Циолковского, С. П. Королёва, Ю. А. Гагарина, «Преодоление», П. Р. Поповича.
- Нагрудные знаки «Лучшие люди России», «Патриот России»,
- Знак победителя конкурса «Социальная звезда»
- Юбилейная медаль «100 лет Профсоюза»[2]
- Занесена в энциклопедию «Лучшие люди России», энциклопедию Омской области «Лучшие люди России», в книгу «Кто есть кто в Омской области», книгу Материнской славы, энциклопедию Омского отделения русского географического общества, почетную книгу «Живая нить» о педагогических династиях
- В 2015 году школе №55 присвоено имя Лидии и Владимира Кичигиных[3].
- В 2017 году была удостоена специальной номинации премии «Народный герой» как основатель известного на всю страну образцового музея космической славы имени К. Э. Циолковского.
- Почётный гражданин Омска (2018)